# Arthur Henderson (1893–1968)
Arthur Henderson, född 27 augusti 1893 i Newcastle upon Tyne, död 28 augusti 1968, var en brittisk jurist och politiker.
Arthur Henderson var son till Arthur Henderson. Han var från 1923 med ett par korta avbrott ledamot av underhuset för Labour. Henderson var 1942–1943 parlamentssekreterare till krigsministern och 1942–1945 finanssekreterare i krigsministeriet, 1945–1947 parlamentssekreterare till ministern för Indien samt Burma och augusti–oktober 1947 samväldesminister. Henderson blev därefter flygminister.